# Tanega-shima
Tanega-shima (種子島) est une île de l’archipel Ōsumi se situant au sud de l'île de Kyūshū au Japon, et dans la préfecture de Kagoshima. Située dans la mer de Chine orientale, l'île a sa côte est en bordure de la mer des Philippines.

## Géographie
C'est une île tout en longueur (57,5 × 10 km). Elle se trouve à environ mi-route entre le port de Kagoshima, sur l'île de Kyūshū et l'ile de Yaku-shima.
On y trouve : la ville de Nishinoomote au nord, dont dépendent l'île Mage-shima, les bourgs de Nakatane, au centre, et Minamitane, au sud.

### Climat
| Mois                                             | jan.      | fév.      | mars      | avril     | mai       | juin      | jui.      | août      | sep.      | oct.      | nov.      | déc.      | année     |
| ------------------------------------------------ | --------- | --------- | --------- | --------- | --------- | --------- | --------- | --------- | --------- | --------- | --------- | --------- | --------- |
| Température minimale moyenne (°C)                | 8,5       | 9         | 11,1      | 14,5      | 18,1      | 21,3      | 25,1      | 25,7      | 23,6      | 19,5      | 14,9      | 10,5      | 16,8      |
| Température moyenne (°C)                         | 11,7      | 12,3      | 14,5      | 17,8      | 21,2      | 24        | 27,5      | 28,1      | 26,2      | 22,3      | 18,1      | 13,8      | 19,8      |
| Température maximale moyenne (°C)                | 14,2      | 15,2      | 17,6      | 21        | 24,1      | 26,8      | 30,4      | 31        | 29,1      | 25,1      | 21,1      | 16,7      | 22,7      |
| Record de froid (°C) date du record              | 0 1976    | −0,6 1950 | 2,1 1977  | 4,5 1972  | 10 2021   | 15,2 1972 | 17,5 1986 | 20,6 1956 | 14,9 1965 | 10,3 1958 | 4,5 1950  | 2,6 2005  | −0,6 1950 |
| Record de chaleur (°C) date du record            | 24,4 1989 | 25,6 1953 | 26,9 1954 | 28,1 1955 | 30,6 2004 | 32,7 2001 | 34,9 1951 | 35,9 1951 | 34,1 1952 | 31,3 2016 | 28,8 2003 | 27,2 1952 | 35,9 1951 |
| Ensoleillement (h)                               | 107,1     | 114,9     | 140,1     | 163,1     | 158,5     | 114,7     | 222,7     | 222,8     | 166,6     | 157,9     | 129,7     | 119,4     | 1 822     |
| Précipitations (mm)                              | 96,5      | 122,5     | 160,4     | 198       | 233,3     | 556,4     | 261,7     | 188,7     | 293,2     | 194,5     | 134,8     | 92,7      | 2 532,5   |
| Nombre de jours avec précipitations              | 9,5       | 10,3      | 12,6      | 10,8      | 11,1      | 17        | 9,6       | 11        | 11,6      | 9,3       | 9,2       | 8,2       | 130,2     |
| dont nombre de jours avec précipitations ≥ 10 mm | 3,5       | 4         | 6         | 5,8       | 5,8       | 11,2      | 5,3       | 4,3       | 6,2       | 4,4       | 4,1       | 2,8       | 63,4      |
| Humidité relative (%)                            | 65        | 66        | 69        | 71        | 76        | 84        | 83        | 81        | 79        | 73        | 69        | 65        | 73        |

| Diagramme climatique                                  |            |               |           |               |               |               |             |               |               |               |              |
| J                                                     | F          | M             | A         | M             | J             | J             | A           | S             | O             | N             | D            |
| 14,28,596,5                                           | 15,29122,5 | 17,611,1160,4 | 2114,5198 | 24,118,1233,3 | 26,821,3556,4 | 30,425,1261,7 | 3125,7188,7 | 29,123,6293,2 | 25,119,5194,5 | 21,114,9134,8 | 16,710,592,7 |
| Moyennes : • Temp. maxi et mini °C • Précipitation mm |            |               |           |               |               |               |             |               |               |               |              |

## Histoire
L'île est l'endroit où des ressortissants portugais (peut-être Fernão Mendes Pinto) arrivèrent, sur des bateaux chinois, au Japon en 1542 ou 1543. Les Portugais y négociaient des armes à feu (des arquebuses, qui doivent leur nom japonais de tanegashima au fait qu'elles ont été introduites au Japon pour la première fois sur cette île), du savon, du tabac et d'autres produits inconnus du Japon médiéval.

## Base de lancement spatial
Cette ile est surtout connue parce qu'elle abrite la base de lancement des fusées japonaises. En effet, Tanegashima abrite le quartier général de l'Agence d'exploration aérospatiale japonaise. Le centre de lancement spatial se situe dans la partie sud-est de l'île.

## Personnalités liées à la municipalité
- Miyu Uehara (1987-2011), mannequin japonais, y est née.

## Fiction
Le visual novel Robotics;Notes se déroule sur l'île de Tanega-shima[réf. nécessaire].